# نماد مهندسی
نماد مهندسی (به انگلیسی: Engineering notation) روشی است برای نوشتن اعدادی که خیلی بزرگ یا خیلی کوچکند و نمی‌توان به سادگی آن‌ها را در نماد ده‌دهی نوشت که معمولاً در رشته‌های عمران، مکانیک و علوم رایانه برای نمایش اعداد کاربرد دارد.
در نماد مهندسی به عنوان مثال برای نمایش سرعت نور که دقیقاً برابر است با ۲۹۹٬۷۹۲٬۴۵۸ متر/ثانیه به صورت ۳٫۰۰×۱۰۸ m/s یا ۳٫۰۰ × ۱۰۵ km/s نمایش می‌دهند که بیانگر آن است که عدد در میان ۲۹۹/۵۰۰ و ۳۰۰/۵۰۰ کیلومتر/ثانیه است ولی زمانی که ۳۰۰ × ۱۰۶ m/s، یا ۳۰۰ × ۱۰۳ km/s, ۳۰۰٬۰۰۰ km/s یا به صورت غیرمتعارف ۳۰۰ Mm/s نمایش می‌دهند، عدد بیان‌کننده این نیست که مابین دو عدد دیگر است.
| پیشوند | پیشوند | پایه ۱۰ | ده‌دهی       | کلمهٔ مقیاس  | کلمهٔ مقیاس  | پذیرش |
| نام    | نماد   | پایه ۱۰ | ده‌دهی       | مقیاس کوچک  | مقیاس بزرگ  | پذیرش |
| ------ | ------ | ------- | ----------- | ----------- | ----------- | ----- |
| یوتا   | Y      | ۱۰۲۴    | ۱۰۰۰        | سپتیلیون    | کوادریلیون  | ۱۹۹۱  |
| زتا    | Z      | ۱۰۲۱    | ۱۰۰۰        | سکستیلیون   | تریلیارد    | ۱۹۹۱  |
| اگزا   | E      | ۱۰۱۸    | ۱۰۰۰        | کوینتیلیون  | تریلیون     | ۱۹۷۵  |
| پتا    | P      | ۱۰۱۵    | ۱۰۰۰        | کوادریلیون  | بیلیارد     | ۱۹۷۵  |
| ترا    | T      | ۱۰۱۲    | ۱۰۰۰        | تریلیون     | بیلیون      | ۱۹۶۰  |
| گیگا   | G      | ۱۰۹     | ۱۰۰۰        | بیلیون      | میلیارد     | ۱۹۶۰  |
| مگا    | M      | ۱۰۶     | ۱۰۰۰        | میلیون      | میلیون      | ۱۸۷۳  |
| کیلو   | k      | ۱۰۳     | ۱۰۰۰        | هزار        | هزار        | ۱۷۹۵  |
| هکتو   | h      | ۱۰۲     | ۱۰۰         | صد          | صد          | ۱۷۹۵  |
| دکا    | da     | ۱۰۱     | ۱۰          | ده          | ده          | ۱۷۹۵  |
| یونی   | uni    | ۱۰۰     | ۱           | یک          | یک          | ۱۷۹۵  |
| دسی    | d      | ۱۰−۱    | ۰٫۱         | دهم         | دهم         | ۱۷۹۵  |
| سانتی  | c      | ۱۰−۲    | ۰٫۰۱        | صدم         | صدم         | ۱۷۹۵  |
| میلی   | m      | ۱۰−۳    | ۰٫۰۰۱       | هزارم       | هزارم       | ۱۷۹۵  |
| میکرو  | μ      | ۱۰−۶    | ۰٫۰۰۰۰۰۱    | میلیونم     | میلیونم     | ۱۸۷۳  |
| نانو   | n      | ۱۰−۹    | ۰٫۰۰۰۰۰۰۰۰۱ | بیلیونم     | میلیاردم    | ۱۹۶۰  |
| پیکو   | p      | ۱۰−۱۲   | ۰٫۰۰۰۰۰۰۰۰۱ | تریلیونم    | بیلیونم     | ۱۹۶۰  |
| فمتو   | f      | ۱۰−۱۵   | ۰٫۰۰۰۰۰۰۰۰۱ | کوادریلیونم | بیلیاردم    | ۱۹۶۴  |
| آتو    | a      | ۱۰−۱۸   | ۰٫۰۰۰۰۰۰۰۰۱ | کوینتیلیونم | تریلیونم    | ۱۹۶۴  |
| زپتو   | z      | ۱۰−۲۱   | ۰٫۰۰۰۰۰۰۰۰۱ | سکستیلیونم  | تریلیاردم   | ۱۹۹۱  |
| یوکتو  | y      | ۱۰−۲۴   | ۰٫۰۰۰۰۰۰۰۰۱ | سپتیلیونم   | کوادریلیونم | ۱۹۹۱  |
| 1.     |        |         |             |             |             |       |

نماد مهندسی که در رشته‌های عمران و مکانیک کاربرد دارد (در سیستم آمریکایی) به صورت زیر نیز نمایش داده می‌شود:
۳٫۰ × ۱۰−۹
3.0 × 10−9
یا به صورت زیر
3.0E−9 or 3.0e−9
توجه باید داشت که E یا e نباید با عدد e اشتباه گرفته شود و کاملاً دو چیز متفاوت هستند در مورد اخیر به صورت 3e−8 ≈ ۰٫۰۰۱ ۰۰۶ هم نوشته می‌شود.